# Domas Griškevičius

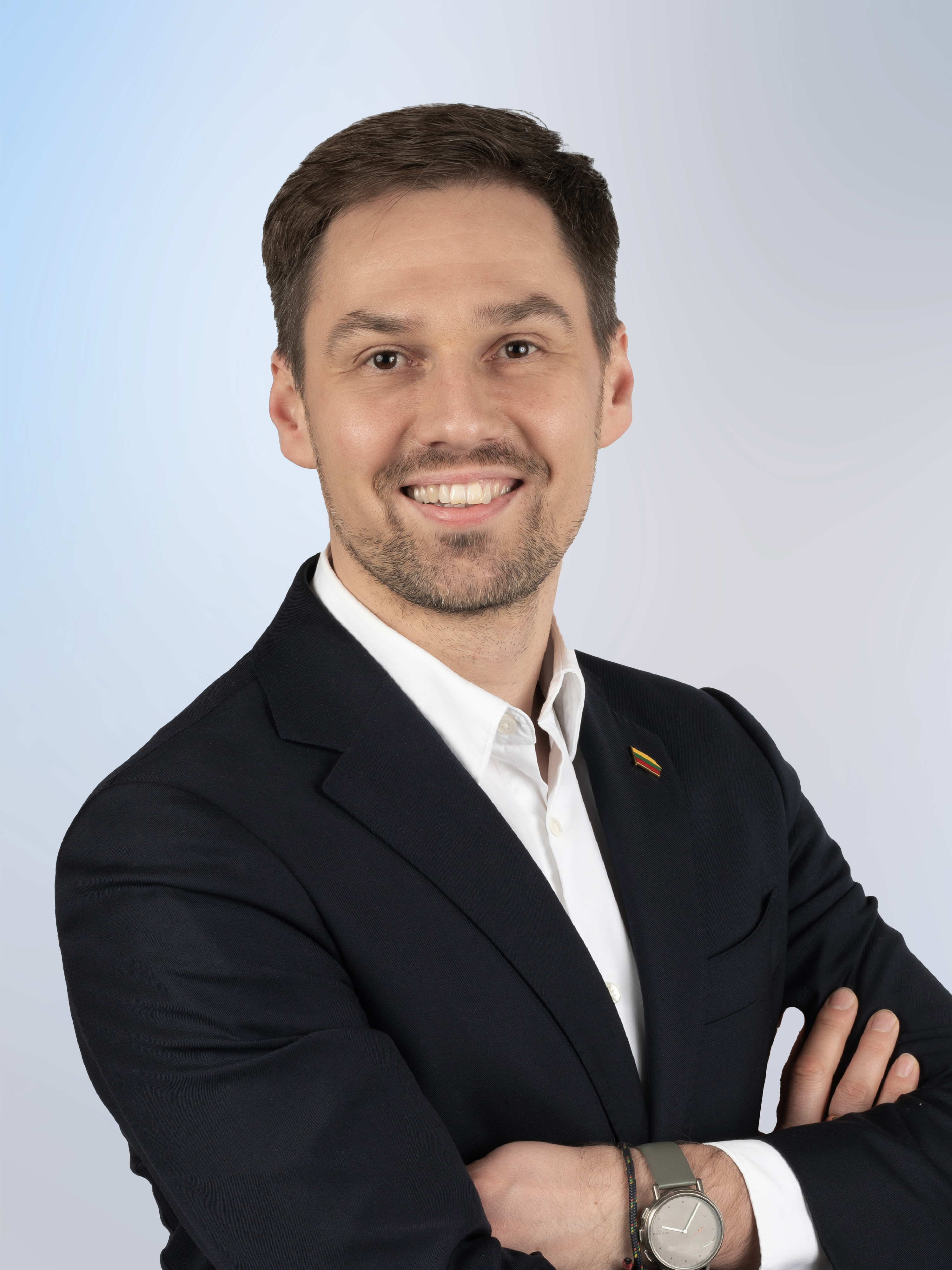
Domas Griškevičius, 2022

Domas Griškevičius (* 16. Januar 1985 in Panevėžys) ist ein litauischer linker Politiker, seit 2020 Mitglied im Seimas, von 2015 bis 2020 Vizebürgermeister von Šiauliai.

## Leben
Nach dem Abitur 2004 an der „Ąžuolo“-Mittelschule Panevėžys absolvierte er von 2004 bis 2009 das Bachelorstudium der Philosophie und Gesellschaftswissenschaften an der Šiaulių universitetas und von 2011 bis 2013 das Masterstudium der sozialen und politischen Kritik an der Vytauto Didžiojo universitetas in Kaunas. Danach arbeitete er bei  UAB „Inmundo“ als Testkäufer. Von 2015 bis November 2020 war er Vizebürgermeister der Stadtgemeinde Šiauliai, Stellvertreter von Artūras Visockas. 2020 wurde er zum Seimas gewählt.
Griškevičius ist Mitglied von Demokratų sąjunga Vardan Lietuvos. Davor war er Mitglied der Lietuvos socialdemokratų partija (LSDP) und Lietuvos socialdemokratinio jaunimo sąjunga (LSDJS).
Griškevičius ist ledig.